# Tjärdalstjärnen (Sorsele socken, Lappland, 724548-160772)
Tjärdalstjärnen är en sjö i Sorsele kommun i Lappland och ingår i Umeälvens huvudavrinningsområde. Tjärdalstjärnen ligger i Vindelälven Natura 2000-område.